# Apilum
Apilum fou un regne de l'alta Mesopotàmia existent vers 1765 aC. El seu rei va visitar a Zimri-Lim de Mari, del que era aliat o vassall, vers el 1765 aC. La visita fou probablement al mateix temps que la de Kabiya, rei de Kahat.